# Fiozpur
Firozpur é uma cidade  no distrito de Firozpur, no estado indiano de Punjab.

## Demografia
Segundo o censo de 2001, Firozpur tinha uma população de 95,451 habitantes. Os indivíduos do sexo masculino constituem 53% da população e os do sexo feminino 47%. Firozpur tem uma taxa de literacia de 71%, superior à média nacional de 59.5%: a literacia no sexo masculino é de 73% e no sexo feminino é de 68%. Em Firozpur, 11% da população está abaixo dos 6 anos de idade.